# Leonardo Pisculichi
Leonardo Nicolás Pisculichi, também conhecido como Leonardo Pisculichi, ou simplesmente Pisculichi (Rafael Castillo, 18 de janeiro de 1984), é um ex-futebolista argentino que atuava como meia-atacante..

## Carreira
Pisculichi se profissionalizou no Argentinos Juniors.

### River Plate
Pisculichi integrou o River Plate na campanha vitoriosa da Libertadores da América de 2015.

### Vitória
No início de 2017, foi contratado pelo Vitória, seu primeiro clube no futebol brasileiro. No rubro-negro baiano, porém, não conseguiu se firmar, rescindindo seu contrato meses depois.

## Títulos
River Plate
- Copa Sul-Americana: 2014
- Recopa Sul-Americana: 2015
- Copa Libertadores: 2015

Vitória
- Campeonato Baiano: 2017